# Thomas Reck
Thomas Reck, född den 16 januari 1964 i Ulm, Västtyskland, är en västtysk landhockeyspelare.
Han tog OS-silver i herrarnas landhockeyturnering i samband med de olympiska landhockeytävlingarna 1984 i Los Angeles.
Han tog därefter OS-silver igen i herrarnas landhockeyturnering i samband med de olympiska landhockeytävlingarna 1988 i Seoul.